# Tore Meinecke
Pour les articles homonymes, voir Meinecke.
Tore Meinecke, né le 21 juillet 1967 à Hambourg, est un ancien joueur de tennis professionnel allemand.

## Palmarès

### Finale en simple messieurs
| No | Date       | Nom et lieu du tournoi        | Catégorie | Dotation  | Surface      | Vainqueur              | Score    |  |
| -- | ---------- | ----------------------------- | --------- | --------- | ------------ | ---------------------- | -------- |  |
| 1  | 15-06-1987 | Athens International, Athènes |           | 100 000 $ | Terre (ext.) | Guillermo Pérez Roldán | 6-2, 6-3 |  |

### Titres en double messieurs
| No | Date       | Nom et lieu du tournoi                | Catégorie | Dotation  | Surface         | Partenaire      | Finalistes                      | Score         |  |
| -- | ---------- | ------------------------------------- | --------- | --------- | --------------- | --------------- | ------------------------------- | ------------- |  |
| 1  | 15-06-1987 | Athens International Athènes          |           | 100 000 $ | Terre (ext.)    | Ricki Osterthun | Jaroslav Navrátil Tom Nijssen   | 6-2, 3-6, 6-2 |  |
| 2  | 08-02-1988 | ABN World Tennis Tournament Rotterdam |           | 325 000 $ | Moquette (int.) | Patrik Kühnen   | Magnus Gustafsson Diego Nargiso | 7-6, 7-6      |  |

### Finale en double messieurs
| No | Date       | Nom et lieu du tournoi               | Catégorie | Dotation | Surface    | Vainqueurs               | Partenaire  | Score    |  |
| -- | ---------- | ------------------------------------ | --------- | -------- | ---------- | ------------------------ | ----------- | -------- |  |
| 1  | 26-01-1987 | Tournoi de tennis de Guaruja Guarujá |           | 89 400 $ | Dur (ext.) | Luiz Mattar Cássio Motta | Martin Hipp | 7-6, 6-1 |  |